# Bodo Nowodworski
Bodo Nowodworski (* 27. November 1949 in Unna) ist ein deutscher Politiker (parteilos). Er war von 1999 bis 2009 Bürgermeister der nordrhein-westfälischen Kreisstadt Mettmann.

## Leben
Bodo Nowodworski studierte an der RWTH Aachen Bauingenieurwesen. Er war Abteilungsleiter beim Tiefbauamt der Stadt Herten und im Anschluss Leiter des Tiefbauamtes von Mettmann. Dort wurde er Technischer Beigeordneter.
Vom 1. Oktober 1999 bis zur Bürgermeisterwahl 2009 war Bodo Nowodworski als Nachfolger von Ottokar Iven (CDU) Bürgermeister von Mettmann. Nowodworski trat 1999 als parteiloser Kandidat der SPD an und gewann die Bürgermeisterwahl in einer Stichwahl mit 51,8 Prozent der gültigen Stimmen. Bei der Wiederwahl 2004 trat er als unabhängiger Kandidat an und gewann erneut, diesmal mit 71,9 Prozent der gültigen Stimmen im ersten Wahlgang. Am 12. August 2008 gab er bekannt, dass er für die nächste Bürgermeisterwahl 2009 nicht zur Verfügung stehen werde. Sein Nachfolger war der CDU-Kandidat Bernd Günther, der die Wahl mit 127 Stimmen Vorsprung gewann.

## Veröffentlichungen
- gemeinsam mit Béla Dören: Vergleichende Raumanalyse, Zentralbestimmungen, Bewertungen der regionalen Aktivitätsverteilung und -konzentration. Institut für Strassenbauwesen der RWTH, Aachen 1979, ISBN 3-88354-072-2.